# Karl Lambrecht
Karl Lambrecht (* 24. November 1813 in Bettenhausen (Kassel); † 13. Dezember 1874 ebenda) war ein deutscher Gastwirt und Mitglied der Kurhessischen Ständeversammlung.

## Leben
Karl Lambrecht betrieb in seinem Heimatort Bettenhausen eine Gastwirtschaft und erhielt am 18. Mai 1847  für den verstorbenen Abgeordneten Elias Gundelach ein Mandat für die kurhessische Ständeversammlung. Er blieb bis zum 31. Oktober 1848 in dem Parlament, das  nach den Unruhen der Jahre 1830/1831 zur Verabschiedung einer neuen Verfassung konstituiert wurde und bis zur Annexion Kurhessens durch Preußen im Jahre 1866 bestand.